# Coll de la Jaguinta
El Coll de la Jaguinta, en alguna bibliografia, de la Jacinta, és una collada situada a 1.881,8 metres d'altitud al límit dels termes comunals de Caudiers de Conflent i de la Llaguna, de la comarca del Conflent, tots dos a la Catalunya del Nord.
És a l'extrem sud-oest del terme de Caudiers de Conflent i a la zona nord del de la Llaguna. És a l'extrem nord del Bosc Comunal de la Llaguna, al sud-est del Dormidor, al nord-est del Coll de la Quillana i de l'Aeròdrom de Montlluís - la Quillana.
Aquest coll sol ser lloc de pas de moltes excursions a peu, d'esquí de fons, amb raquetes o amb bicicleta de muntanya.